# И-250
И-250 (МиГ-13) — первый советский цельнометаллический одноместный скоростной истребитель разработки ОКБ Артема Микояна и Михаила Гуревича. Был оснащён комбинированной силовой установкой, включавшей в себя поршневой и мотокомпрессорный воздушно-реактивный двигатели. Всего было построено 28 самолётов: 2 прототипа, 10 заказаны в июне 1945 для участия в параде 7 ноября и 16 заказаны ВМФ в конце 1946 года. Поставленные в ВМФ самолёты получили обозначение МиГ-13.

## Задание на разработку
Эскизный проект новой машины был утверждён НКАП 19 сентября 1944 года одновременно с проектом Су-5 разработки ОКБ П. О. Сухого. По расчётам, при полётной массе 3500 кг истребитель И-250 с использованием ВРДК должен был развивать максимальную скорость 825 км/ч на высоте 7000 м, а высоту 5000 м набирать за 3 минуты 54 секунды. Минимальное время виража с радиусом 253 м должно было быть 19,7 с.

## Разработка
К концу Великой Отечественной войны стало ясно, что воздушный винт и поршневой мотор исчерпали свои возможности по увеличению скорости истребителей. Среди средств по решению этой проблемы, кроме ЖРД и ТРД, рассматривались и так называемые мотокомпрессорные двигатели — комбинация поршневого двигателя и воздушно-реактивного двигателя компрессорного типа.
Воздушно-реактивный двигатель (ВРДК) был разработан в ЦИАМе под руководством К. В. Холщевникова. По расчётам конструкторов, этот двигатель должен был служить в качестве дополнительного, обеспечивая прирост скорости около 100 км/ч. Работы по созданию экспериментального истребителя с комбинированной силовой установкой начались в ОКБ Микояна в соответствии с постановлением ГКО от 22 мая 1944 года.
Ведущим инженером на время его проектирования и постройки назначили А. А. Андреева. Самолёт получил рабочее название И-250. Исходя из расчётных характеристик, истребитель И-250 в теории должен был нести оперативную службу по прикрытию наземных частей с воздуха и вести воздушные бои на средних высотах.

## Первый И-250
- 30 ноября 1944 г. рабочий проект самолёта был полностью завершён на предприятии ОКБ-155.
- В феврале 1945 г. завершилась сборка первого экземпляра истребителя И-250 № 01.
- 3 марта 1945 г. первый И-250, пилотируемый лётчиком-испытателем А. П. Деевым, впервые поднялся в воздух.

## Испытания
- «На этой машине в марте 1945 года была достигнута наибольшая для того времени скорость полёта — 825 километров в час». — С. И. Руденко, «Крылья Победы» — М., 1976, — с.399.
- 8 апреля 1945 г. в третьем полёте на И-250 запустили ВРДК: на пикировании самолёт развил максимальную скорость 710 км/ч по прибору на высоте 5000 м. Однако, несмотря на периодические успехи в испытаниях, с ещё большей периодичностью происходили всякого рода поломки.
- 13 мая 1945 г. в очередном полёте с включённым ВРДК на высоте 6700 м была достигнута максимальная скорость 809 км/ч, близкая к желаемой по заданию ГКО.
- 19 мая 1945 г. к испытаниям приступает второй экземпляр И-250 № 02, а И-250 № 01 удалось повторить достижение той же скорости на 7000 м.
- 3 июля 1945 г. в 24-м полёте И-250 на высоте 6600 м лётчик А. П. Деев на самолёте № 01 развил максимальную скорость 820 км/ч, а 4 июля на высоте 3000 м была достигнута скорость 750 км/ч. Таким образом, в сравнении с лучшими истребителями того времени установка ВРДК дала прирост скорости почти в 100 км/ч.
- В июле 1945 г. было решено построить опытную серию из 10 машин И-250.

В ходе испытаний расчётные данные конструкторов были подтверждены, комбинированная силовая установка работала безотказно. Доводка и лётная эксплуатация позволили накопить опыт, оказавшимся полезным при освоении турбореактивных двигателей. Однако был выявлен и ряд недостатков. Миг-13 стал первым самолётом с реактивным двигателем ОКБ А. И. Микояна и М. И. Гуревича.

## Аварии и катастрофы
- 5 июля 1945 года самолёт И-250 № 01 потерпел катастрофу над Центральным аэродромом им. М. В. Фрунзе. Это был 26-й полёт первого экземпляра. По спидобарограмме удалось выяснить, что при снижении с 600 м до 200 м самолёт И-250 № 01 развил скорость 655 км/ч. На высоте 250 метров оторвалась левая половина горизонтального оперения. Самолёт взмыл вверх, потерял скорость и вошёл в штопор. Причиной катастрофы стала большая перегрузка, возникшая при резком отклонении руля высоты при полёте на максимальной скорости на малой высоте. Лётчик А. П. Деев погиб[2].
- 18 октября 1945 г. лётчик-испытатель А. Н. Чернобуров совершил вынужденную посадку в районе Кунцево-Фили. Самолёт И-250 № 02 удалось отремонтировать.
- 12 июля 1946 г. произошёл пожар из-за дефекта в двигателе, в результате чего лётчику пришлось в аварийном порядке садиться на аэродроме в Люберцах. Самолёт И-250 № 02 получил значительные повреждения и не был восстановлен.

## Серийное производство
Постройка 10 экземпляров истребителя И-250 была возложена на завод № 381 В. И. Журавлёва. Обеспечивали завод № 381 следующие предприятия: ОКБ-155, завод № 26, завод № 466, ЦИАМ, завод № 150, завод № 124, 12-е ГУ НКАП, 1-е, 3-е, 12-е, 18-е ГУ Главснаба. В декабре 1945 г. был изготовлен первый серийный И-250. На май уже 1946 г. самолёты серии находились в следующем состоянии:
- № 3810101 — собран 25 декабря 1945 г. с макетным мотором, использовался как эталон для монтажа ВМГ;
- № 3810102 — собран в январе, мотор подали 6 января. Из-за разрушения лопаток компрессора силовая установка демонтирована и отправлена в ЦИАМ;
- № 3810103 — собран в феврале, мотор подали 26 января. Обнаружена стружка в маслофильтре, силовая установка демонтирована и отправлена в ЦИАМ;
- № 3810104 — собран в марте, мотор подали 7 марта, но без компрессора. Мотор ВК-107Р подлежал замене на кондиционный;
- № 3810105 — собран в марте, мотор подали 8 марта также без компрессора;
- № 3810106, № 3810107, № 3810108 и № 3810109 — находились в процессе окончательной сборки, приостановленной из-за отсутствия моторов;
- № 3810110 — находился на стадии агрегатной стапельной сборки.

В итоге 2 машины были переданы в НИИ как опытные образцы, а 30 октября 1946 г. все восемь оставшихся самолётов опытной серии, наконец, сдали представителями ВВС. Самолёты поступили на вооружение ВВС Северного и Балтийского флотов.

## Технические характеристики МиГ-13
МиГ-13 — одноместный скоростной истребитель цельнометаллической конструкции с комбинированной силовой установкой. По аэродинамической схеме это моноплан с низкорасположенный крылом и убирающимся шасси. Размеры самолёта небольшие, площадь крыла всего 15 м². На самолёте всё было сделано для достижения максимально возможной скорости.
Фюзеляж — конструктивно состоял из трёх частей: передняя ферма, средняя часть и хвостовая часть. Передняя ферма — пространственная сварная конструкция из хромансилевых труб. На ней размещался двигатель, а также узлы крепления пушек, патронные коробки и другие агрегаты вооружения.
Каркас средней части фюзеляжа состоял из четырёх лонжеронов из листовой стали, переходящих в дюралевые профили, стрингеров, набора штампованных шпангоутов, пола пилотской кабины и дюралевой обшивки. Конструкция клёпаная. Под полом пилотской кабины проходил воздушный канал, входивший в силовую конструкцию фюзеляжа. Средняя часть фюзеляжа заканчивалась силовым шпангоутом, к которому крепилась камера сгорания ВРДК и хвостовая часть фюзеляжа.
Хвостовая часть фюзеляжа монококовой конструкции. Каркас хвостовой части состоит из набора штампованных дюралевых шпангоутов, лонжеронов, стрингеров и дюралевой обшивки. Хвостовая часть заканчивалась стальным сварным шпангоутом, на котором крепили сопловую раму камеры сгорания ВРДК.
Кабина пилота закрывалась фонарём. Центральная секция фонаря сдвигалась назад. Остекление фонаря — плексиглас толщиной 6 мм. Бронирование состояло из бронеспинки и прозрачного бронестекла спереди и сзади пилота.
Крыло — прямое, однолонжеронное, трапециевидной формы в плане. Каркас крыла состоит из главного лонжерона, переднего и заднего усиленных стрингеров, нервюр и стрингеров. Главный лонжерон — двутавровая клёпаная балка. Пояса балки — стальной катаный профиль, стенка дюралевая. Усиленные стрингеры изготовлены из листового дюраля и прессованных профилей. Нервюры штампованные из листового дюраля. Нервюра, к которой крепится шасси — стальная клёпаная балка. Обшивка дюралевая.
Механизация крыла состоит из элеронов и щелевых закрылков. Элероны и закрылки цельнометаллической конструкции с каркасом из дюраля и обшивкой из магниевых сплавов. Углы отклонения элеронов +21/-14 градусов. Углы отклонения закрылков 15 градусов на взлёте и 55 градусов на посадке.
Хвостовое оперение — киль с рулём направления и стабилизатор с рулём высоты. Киль и стабилизатор симметричного профиля. Силовой набор оперения дюралевый, обшивка из магниевых сплавов. Киль установлен под углом 20 градусов по отношению к оси симметрии самолёта в правую сторону. Угол отклонения руля направления +/- 25 градусов. Угол отклонения руля высоты +30/-20 градусов. Руль направления и рули высоты имели 16 % осевую аэродинамическую и весовую компенсацию. Руль направления и руль высоты были снабжены триммерами.
Шасси трёхстоечное с хвостовой опорой. Амортизация воздушно-масляная. Внутренний объём стоек шасси использовался как баллон сжатого воздуха для аварийной сети. При уборке основные опоры шасси входили в ниши между лонжероном и передним стрингером крыла и частично в фюзеляж. Хвостовое колесо было самоориентирующимся и было снабжено стопором, фиксирующим его в полёте. В полёте хвостовое колесо закрывалось щитком, который при выпуске хвостовой опоры убирался внутрь фюзеляжа.
Силовая установка — комбинированная силовая установка Э-30-20 состояла из двигателя ВК-107Р и воздушно-реактивного двигателя с компрессором. Основной двигатель ВК-107Р, мощностью 1650 л. с., был оснащён отводным валом, ведущим на компрессорный воздушно-реактивный двигатель (ВРДК). Этот двигатель находился в тоннеле, расположенном по всей длине фюзеляжа, начиная с воздухозаборника и заканчивая хвостовым соплом.
Мощность, развиваемая двигателем ВК-107 при взлёте и во время полёта без применения ВРДК, целиком передавалась на винт, а компрессор вращался на холостом ходу. Суммарная мощность обоих двигателей достигала 2800 л. с. Для сокращения разбега и увеличения скорости полёта включался привод компрессора, и в камеру сгорания попадало топливо. Продолжительность непрерывной работы ВРДК составляла не более 10 минут, причём только на боевом режиме работы, при этом расход бензина составлял 1200 кг/ч. Воздушный винт трёхлопастный диаметром 3,1 м.
Топливо общей ёмкостью 570 л. размещалось в трёх мягких топливных баках. Два крыльевых бака вмещали по 90 литров каждый, в фюзеляже располагался один бак ёмкостью 390 литров. Подача топлива в двигатель происходила под давлением воздуха, которое обеспечивал воздух, отбираемый от воздушного парубка двигателя за приводом центробежного нагнетателя. После выработки бензина из крыльевых баков воздух поступал в фюзеляжный бак, благодаря чему повышалась высотность бензосистемы. Ёмкость масляного бака составляла 62 л (заливалось 48 л), а ёмкость системы охлаждения — 79 л.
Пневмосистема состоит из основной и аварийной. Основная система — два баллона объёмом по 7 литров воздуха каждый. Аварийная система с запасом воздуха 6 литров. Рабочее давление в сети 35 атмосфер. Основная система обеспечивала управление следующими агрегатами: шасси, закрылками, щитками основных опор и щитком хвостовой опоры, тормозами, створками сопла и запуском двигателя. В случае отказа основной пневмосистемы выпуск шасси производился от аварийной сети.
Приборное оборудование состоит из 16 приборов. Источник электроснабжения на борту самолёта — генератор и аккумулятор. За спинкой пилота располагалась радиостанция с приёмником и передатчиком. Кислородный прибор лёгочного типа, кислородный баллон объёмом 4 литра устанавливался за кабиной пилота.
Вооружение: три пушки Б-20 калибра 20 мм и прицел ПБП-1А, с боезапасом по 100 снарядов на пушку[прояснить]. Одна пушка стреляла через полый вал редуктора, две синхронные пушки устанавливали по бокам носовой части фюзеляжа. Управление стрельбой и перезарядка электропневматические. Патронные ящики располагались в верхней части носового отсека фюзеляжа.

## Тактико-технические характеристики
Приведены данные И-250.
Источник данных: Gunston B., Gordon Y., 1998.

Технические характеристики
- Экипаж: 1 пилот
- Длина: 8,185 м
- Размах крыла: 9,5 м
- Высота:
- Площадь крыла: 15 м²
- База шасси: 4,995 м
- Колея шасси: 2,75 м
- Масса пустого: 2587 кг
- Нормальная взлётная масса: 3680 кг
- Масса топлива во внутренних баках: 450 кг
- Объём топливных баков: 620 л
- Силовая установка:
  - Реактивные двигатели: 1 ×  ВРДК
  - Винтовые двигатели: 1 × жидкостного охлаждения ВК-107Р
    - Мощность двигателей:

1 × 1214 кВт (взлётная) кВт
(
(1 × 1650 л. с.) л. с.
 
)
- -     - Воздушный винт: АВ-5Б
    - Диаметр винта: 3,1 м

  - Эквивалентная мощность: 2500 л. с. (1839 кВт) на высоте 7000 м
    - в том числе ВРДК: ~1350 л. с. (993 кВт)

Лётные характеристики
- Максимальная скорость: 620 км/ч у земли
  - на высоте: 825 км/ч на 7000 м
- Посадочная скорость: 150 км/ч
- Практическая дальность: 920 км
  - без ВРДК: 1380 км
- Практический потолок: 11 960 м
  - без ВРДК: 10 500 м
- Время набора высоты:
  - 5000 м за 3,9 мин
- Нагрузка на крыло: 245,3 кг/м²
- Длина разбега: 400 м
- Длина пробега: 515 м

Вооружение
- Стрелково-пушечное: 3 × 20 мм пушки Б-20 по 160 патронов на ствол